# Barbara Abney-Hastings, 13. Countess of Loudoun
Barbara Huddleston Abney-Hastings, 13. Countess of Loudoun (* 3. Juli 1919; † 1. November 2002) war eine britische Peeress und Politikerin.

## Leben
Abney-Hastings entstammte dem schottischen Adel. Sie war die älteste Tochter von Major Reginald Mowbray Chichester Huddleston und Edith Abney-Hastings, 12. Countess of Loudoun (1883–1960). Ihre Eltern hatten 1916 während des Ersten Weltkriegs geheiratet. Die Ehe ihrer Eltern wurde 1947 jedoch wieder geschieden. 
Ihr einziger Bruder Ian Huddleston Abney-Hastings (1918–1944) trug den Höflichkeitstitel Lord Mauchline. Er leistete während des Zweiten Weltkriegs Kriegsdienst und wurde im Juli 1944 bei einem Militäreinsatz in Italien in Ausübung seiner Pflicht getötet.
Nach dem Tod ihrer Mutter († 1960) erbte sie daher als älteste Tochter (aufgrund des Fehlens sonstiger männlicher Nachkommen) am 24. Februar 1960 den Titel 13. Countess of Loudoun, sowie die nachgeordneten Titel 13. Lady Tarrinzean and Mauchline und 14. Lady Campbell of Loudoun.
Abney-Hastings war insgesamt dreimal verheiratet. Sie wurde sechsmal Mutter. Sie heiratete am 5. September 1939 in erster Ehe Captain Walter Strickland Lord; die Trauung fand auf Loudoun Castle im römisch-katholischen Ritus statt. Die Ehe wurde 1945 geschieden. Aus der Ehe ging ein Sohn hervor, Michael Abney-Hastings, 14. Earl of Loudoun (1942–2012). Am 21. November 1945 heiratete sie in zweiter Ehe Captain Gilbert Frederick Greenwood († 1951). Aus dieser Ehe gingen zwei Kinder hervor, Lady Selina Mary Greenwood (* 1946) und Hon. Frederick James Greenwood (* 1949). Am 15. September 1954 heiratete sie in dritter Ehe Peter Abney-Hastings (1924–2002). Dieser Ehe entstammten drei Töchter: Lady Margaret Maud Abney-Hastings (*  1956), Lady Mary Joy Abney-Hastings (* 1957) und Lady Clare Louise Abney-Hastings (* 1958).
1971 nahm sie in ihrer Funktion als Familienoberhaupt in Griechenland zur 150-Jahr-Feier des Griechischen Unabhängigkeitskrieges teil; der britische Militäroffizier Frank Abney Hastings, ein Vorfahre ihrer Mutter, war einer der Helden des Griechischen Befreiungskriegs. Abney-Hastings gab auch die Idee zu einem Buch über Frank Abney Hastings mit dem Titel Commander of the Karteria.
Abney-Hastings lebte bis zu ihrem Tod in Ashby-de-la-Zouch in Leicestershire, England. Sie starb im November 2002 im Alter von 83 Jahren. Titelerbe wurde ihr ältester Sohn, Michael Abney-Hastings, 14. Earl of Loudoun. Ihr Sohn lebte in New South Wales, Australien.

## Mitgliedschaft im House of Lords
Durch den Peerage Act 1963 hatte sie seit 1963 aufgrund ihrer schottischen Adelstitel Anspruch auf einen Sitz im House of Lords. Das House of Lords gibt im Hansard offiziell Juni 1967 bis November 1999 als Zeitraum ihrer Mitgliedschaft an. Ihre Mitgliedschaft im House of Lords endete 1999 durch den House of Lords Act 1999.
Im House of Lords saß sie als Crossbencher. Politisch beschäftigte sie sich mit Sozialpolitik und dem Thema Soziale Gerechtigkeit. In den 1970er Jahren sprach sie sich im House of Lords gegen die Legalisierung von Homosexualität in Schottland aus. Im Hansard sind keine Parlamentsreden von ihr verzeichnet.